# Magna Plaza
Il Magna Plaza è un centro commerciale che si trova ad Amsterdam all'interno dell'antico ufficio postale centrale, un importante edificio monumentale in Nieuwezijds Voorburgwal 182.
L'edificio è stato costruito tra il 1895 e il 1899 in stile neo-gotico e neo-rinascimentale e dal 9 luglio 1974 l'edificio è stato classificato come rijksmonument.